# Gambling in Souls
Gambling in Souls er en amerikansk stumfilm fra 1919 af Harry F. Millarde.

## Medvirkende
- Madlaine Traverse som Marcia Dunning
- Herbert Heyes som Duke Charters
- Murdock MacQuarrie som Thomas Philborn
- Lew Zehring som Dick Philborn
- Mary McIvor som Edith Dunning